# Погранічний район

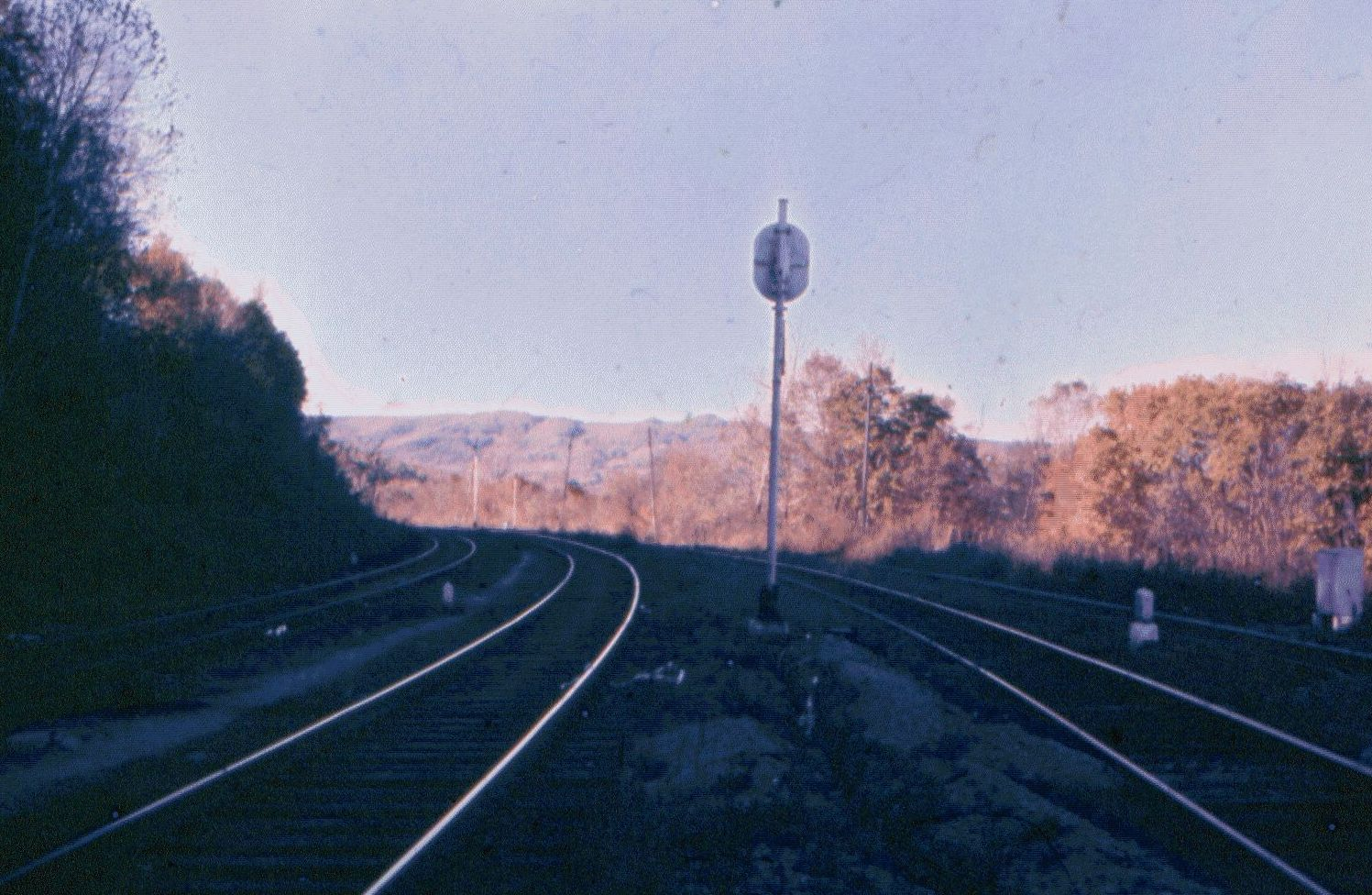
Державний кордон між Росією і Китаєм (фото 1994 року)

Погранічний район - район Приморського краю.
Адміністративний центр - селище міського типу Погранічний.

## Географія
Район розташований на південному заході краю. Із заходу і півночі межує з Китайською Народною Республікою, на сході - з Ханкайським і Хорольським районами, на півдні - з Октябрським районом Приморського краю. Загальна площа - 2730 км².
природа
Погранічний район розташований у відрогах Східно-Маньчжурських гір, які часто називають Хасан-Гродековськими горами. Гірські пасма Хасан-Гродековської гірської області мають полого-хвилясті обриси. Середні висоти пасом становлять 400-500 м і тільки окремі вершини досягають майже 1000 м. На північному заході району розташований хребет Погранічний, де переважають гори з абсолютними відмітками 600 700 м, а максимальна складає 964 м (гора Кедрова). Східна околиця району зайнята передгірською частиною Уссурійсько-Ханкайської рівнини, що представляє собою дрібносопковик з окремими невеликими вершинами висотою не більше 250 м. Тут, на злитті річок Молоканка і Нестерівка знаходиться найнижча точка району - 85 м.
З особливостями геологічної будови району пов'язано наявність різних корисних копалин. Є родовище залізних руд, золота, бурого і кам'яного вугілля.
гідрографія
Територією району протікають 52 річки. Характерна риса річок - порівняно невелика протяжність. Найдовша річка - Нестерівка (довжина 98 км), в долині якої багато озер - стариць. Найзначніше озеро - озеро Велике.
клімат
Клімат помірно-мусонний, з холодною зимою і спекотним літом. У лісостеповій смузі по околиці Приханкайської рівнини реєструються максимальні температури в Приморському краї. Середня температура січня -16,5 °С, липня +22.3 °C. Річна кількість опадів становить близько 670 мм, основна маса яких випадає у другій половині літа. Осінь зазвичай тепла, суха, ясна і тиха. Температура повітря знижується повільно. До несприятливих сторін клімату відносяться рясні зливові дощі, коли за добу може випадати до 1/3 річної норми опадів, і суховії.

## Історія
Історія району починається у другій половині XIX століття, коли почалося велике переселення козаків і селян на Далекий Схід з європейської частини країни. Сюди приїжджали люди з центральних губерній Росії, з України, з Дону. Майже до 70-х років XIX століття на всій території Гродековського станичного округу (нині Погранічного району) стояли дрімучі вікові лісі і суцільно зарослі численні болота.
В районі першими козацькими поселеннями були селища Нестерівка і Богуславка. Вони починають свою історію в 1879 році. У 1882 році було засноване селище Барановський-Оренбурзький, в 1883 - село Жариково на річці Малаканка, в 1888 - селище Софіє-Олексіївський, в 1897 - селище Андріївський, в 1899 році - селища Духівський, Сергіївський, Барабашева-Левада. У 1898 була закладена залізнична станція Гродеково на КСЗ і при ній заснована станиця Гродековська.
Постановою Президії ВЦВК від 4 січня 1926 року був утворений Гродековський район з центром в селі Гродеково (в липні 1958 р . перейменований в Погранічний район).

## Економіка
Промисловість
Сільське господарство
Погранічний район є одним з великих сільськогосподарських районів краю. Загальна площа земельних угідь становить 75 000 га, в тому числі орних земель - 40 000 га. Господарства займаються виробництвом продукції рослинництва і тваринництва.